# Dirzé
Dirzé est une commune rurale située dans le département de Gomboussougou de la province du Zoundwéogo dans la région Centre-Sud au Burkina Faso.

## Géographie
Dirzé est un village de la commune de Gon-boussougou , province du Zoundweogo, région du Centre Sud.
Dirzé partage ses limites avec les villages de Goyenga au nord, le barrage de Bagre et les rivières a l'est, Ponga au sud-est, Krouga au sud et Dimvousse a l'ouest.

## Santé et éducation
Dirzé accueille un centre de santé et de promotion sociale (CSPS) tandis que le centre médical se trouve à Gon-boussougou a une trentaine de kilomètres et l'Hôpital universitaire le plus proche se trouve à Manga, chef lieu de la région du Centre Sud.
Pour l'enseignement primaire , Dirze possède une école A de 6 classes et une école B de 3 classes. Pour l'enseignement secondaire Dirze est doté d'un CEG .